# Дом Кочубея (Тиница)
Дом Кочубея — памятник архитектуры национального значения в Тинице. Повреждён, не реставрирован. Здание не используется.

## История
Постановлением Кабинета Министров УССР от 06.09.1979 № 442 «Про дополнение списка памятников градостроения и архитектуры Украинской ССР, которые находятся под охраной государства» («Про доповнення списку пам'яток містобудування і архітектури Української РСР, що перебувають під охороною держави») присвоен статус памятник архитектуры национального значения с охранным № 1771 под названием Дом Кочубея с парком.
Установлена информационная доска.

## Описание
Является редким примером сохранившихся усадебных домов 18 века на Черниговщине и Левобережной Украине. Составляет композиционный центр Тиницкого парка. Рядом с домом Кочубея расположен флигель Сокровищница. 
Дом построен в конце 18 века на территории поместья Кочубеев в селе Тиница. После перестроек 19 и начала 20 веков приобрёл стилистические черты соответственно классицизма и модерна.
Каменный, оштукатуренный, одноэтажный на подвале, прямоугольный в плане дом, с четырёхскатной крышей. Стены завершаются карнизом с сухариками. Фасад украшен рустованными пилястрами, окна — горизонтальными сандриками на кронштейнах, у некоторых присутствуют приоконные колонки и подоконные полочки. Имеет два входа с западной и южной сторон с небольшими крыльцами (не сохранились). Вход западного фасада украшен рустованными пилястрами и полуциркульной нишей над проемом с радиальным рустом по контуру, южного фасада — небольшой раскреповкой фасадной стены с рустованными пилястрами на углах. Восточный (торцевой) фасад со следами перестроек, где имеются полуколонки с нетрадиционными по форме капителями и сандрики. На восточном фасаде имеется вход в подвальный этаж.  
Последней из рода Кочубеев здесь проживала Мария Ивановна, после Октябрьской революции покинула усадьбу вместе с сыновьями. Здесь разместилась сельскохозяйственная школа, а с 1979 года — Тиницкий филиал ПТУ № 4 города Бахмача. В 2006 году ПТУ № 4 было ликвидировано. Здание не используется.